# Liste der Baudenkmale in Neuenhagen bei Berlin
In der Liste der Baudenkmale in Neuenhagen bei Berlin sind alle Baudenkmale der brandenburgischen Gemeinde Neuenhagen bei Berlin und ihrer Ortsteile aufgelistet. Grundlage ist die Veröffentlichung der Landesdenkmalliste mit dem Stand vom 31. Dezember 2020.

## Baudenkmale
In den Spalten befinden sich folgende Informationen:
- ID-Nr.: Die Nummer wird vom Brandenburgischen Landesamt für Denkmalpflege vergeben. Ein Link hinter der Nummer führt zum Eintrag über das Denkmal in der Denkmaldatenbank. In dieser Spalte kann sich zusätzlich das Wort Wikidata befinden, der entsprechende Link führt zu Angaben zu diesem Denkmal bei Wikidata.
- Lage: die Adresse des Denkmales und die geographischen Koordinaten. Link zu einem Kartenansichtstool, um Koordinaten zu setzen. In der Kartenansicht sind Denkmale ohne Koordinaten mit einem roten beziehungsweise orangen Marker dargestellt und können in der Karte gesetzt werden. Denkmale ohne Bild sind mit einem blauen bzw. roten Marker gekennzeichnet, Denkmale mit Bild mit einem grünen beziehungsweise orangen Marker.
- Bezeichnung: Bezeichnung in den offiziellen Listen des Brandenburgischen Landesamtes für Denkmalpflege. Ein Link hinter der Bezeichnung führt zum Wikipedia-Artikel über das Denkmal.
- Beschreibung: die Beschreibung des Denkmales
- Bild: ein Bild des Denkmales und gegebenenfalls einen Link zu weiteren Fotos des Baudenkmals im Medienarchiv Wikimedia Commons

### Bollensdorf
| ID-Nr.            | Lage                                   | Bezeichnung | Beschreibung | Bild |
| ----------------- | -------------------------------------- | --- | ------------ | --- |
| 09181007          | Dorfstraße 7, 9, Sperlingsgasse (Lage) | Gutsanlage mit Gutshaus, Kutschpferdestall, Scheune sowie Außenanlagen einschließlich Einfriedung zur Dorfstraße, gepflasterter Hofzufahrt sowie Kopfsteinpflaster der Sperlingsgasse |              | Gutsanlage mit Gutshaus, Kutschpferdestall, Scheune sowie Außenanlagen einschließlich Einfriedung zur Dorfstraße, gepflasterter Hofzufahrt sowie Kopfsteinpflaster der Sperlingsgasse |
| 09180567 Wikidata | Dorfstraße 9 (Lage)                    | Dorfkirche Bollensdorf mit Mausoleum der Familie Kelch |              | weitere Bilder |

### Neuenhagen bei Berlin
| ID-Nr.   | Lage                                                    | Bezeichnung | Beschreibung                                                                                      | Bild                                                          |
| -------- | ------------------------------------------------------- | --- | ------------------------------------------------------------------------------------------------- | ------------------------------------------------------------- |
| 09180913 | (Lage)                                                  | Umspannwerk |                                                                                                   | weitere Bilder                                                |
| 09180552 | Am Krankenhaus 8, 9 (Lage)                              | Gutsanlage mit Herrenhaus, Wirtschaftshof und Park |                                                                                                   | Gutsanlage mit Herrenhaus, Wirtschaftshof und Park            |
| 09180553 | Am Rathaus 1 (Lage)                                     | Rathaus mit Wasserturm |                                                                                                   | Rathaus mit Wasserturm                                        |
| 09180566 | Carl-Schmäcke-Straße / Rudolf-Breitscheid-Straße (Lage) | „Wegweiser am Stern“ |                                                                                                   | „Wegweiser am Stern“                                          |
| 09180554 | Carl-Schmäcke-Straße 10 (Lage)                          | Hofanlage mit Wohnhaus (Schmäcke-Haus) und Wirtschaftsgebäude |                                                                                                   | Hofanlage mit Wohnhaus (Schmäcke-Haus) und Wirtschaftsgebäude |
| 09180555 | Carl-Schmäcke-Straße 12 (Lage)                          | Wohnhaus und Hofgebäude |                                                                                                   | weitere Bilder                                                |
| 09180556 | Carl-Schmäcke-Straße 19 (Lage)                          | Hofbebauung, bestehend aus Scheune, Stall, Hofturm und Hofpflaster |                                                                                                   | weitere Bilder                                                |
| 09180550 | Carl-Schmäcke-Straße 32 (Lage)                          | Dorfkirche und Kirchhofseinfriedung sowie Urnengrabmal für T. Weber und Frau, auf dem Kirchhof | Die evangelische Kirche stammt aus dem 14. Jahrhundert. Die Kirche wurde in Teilen 1898 erneuert. | weitere Bilder                                                |
| 09180557 | Carl-Schmäcke-Straße 33 (Lage)                          | Dorfschule |                                                                                                   | weitere Bilder                                                |
| 09180561 | Dahlwitzer Straße 78 (Lage)                             | Rennstallanlage des Staatlichen Gestüts Graditz, bestehend aus Villa mit Wasserpumpe und Funktionsgebäude, Rennstall I-IV, gedeckter Reitbahn, Reitburschenhaus, Hühnerhaus, Stall und Wirtschaftsgebäude, Namenssäule, Wegeführung und Sandgeläuf |                                                                                                   | weitere Bilder                                                |
| 09180559 | Falladaring 1-41, Hauptstraße 79-117 (Lage)             | Reihenhaussiedlung, bestehend aus sechs Wohnblöcken und Waschhaus einschließlich Wohnhaus mit Gedenktafel für Hans Fallada |                                                                                                   | weitere Bilder                                                |
| 09180851 | Fichtestraße 1 (Lage)                                   | Wohnhaus mit Stallgebäude |                                                                                                   | Wohnhaus mit Stallgebäude                                     |
| 09180562 | Hauptstraße 40/42, Lahnsteiner Straße 2b (Lage)         | Gesamtanlage „von Oppenheim“ und Rennstall Schlenderhan mit Rennstall, zwei Wohngebäuden, Platanenallee und Wirtschaftsgebäuden |                                                                                                   | weitere Bilder                                                |
| 09180563 | Hauptstraße 74, 76, 78 / Rüdesheimer Straße (Lage)      | Villa Dotti mit Parkanlage und Amtshaus |                                                                                                   | Villa Dotti mit Parkanlage und Amtshaus                       |
| 09180564 | Hönower Chaussee (Lage)                                 | Trainierbahn |                                                                                                   | Trainierbahn                                                  |
| 09180890 | Hoppegartener Straße 22 (Lage)                          | Wohnhaus |                                                                                                   | Wohnhaus                                                      |
| 09180565 | Rathausstraße 28 (Lage)                                 | Gemeindeschule (heute Goethe-Schule) |                                                                                                   | weitere Bilder                                                |